# Pierre Charles Le Monnier
Pierre Charles Le Monnier (včasih tudi Lemonnier), francoski astronom, * 23. november 1715, Pariz, Francija, † 2. april 1799, Héril pri Bayeuxu, Francija.

## Življenje in delo
Njegov oče Pierre (1675-1757), matematik, astronom in filozof, je bil profesor filozofije na Kolidžu d'Harcourt (Collège d'Harcourt) v Parizu.
Prvo astronomsko opazovanje je Pierre Charles opravil že pred svojim šestnajstim letom. Podrobno karto Lune je predstavil Francoski akademiji znanosti, 21. aprila 1736 pa so ga sprejeli za njenega člana. 5. aprila 1739 so ga sprejeli za člana angleške Kraljeve družbe iz Londona. Leta 1746 je začel poučevati na Francoskem kolegiju.
Še pred Herschlovim odkritjem Urana leta 1781 je Le Monnier od leta 1750 opravil vsaj dvanajst neodvisnih opazovanj, kjer je zapazil planet, vendar na njem ni odkril kaj izrednega. Leta 1736 je sodeloval pri de Maupertiusovi in Clairautovi geodetski odpravi v Laponsko na polarni krog, da bi na območjih, ki se po zemljepisni širini precej razlikujejo, merila dolžino poldnevniškega loka. Kmalu po vrnitvi je pred Akademijo pojasnil prednosti Flamsteedovega načina določevanja rektascenzij.
Njegovo uporno prigovarjanje za rabo britanskih postopkov in inštrumentov je veliko prispevalo k prenovi francoske praktične astronomije. Dopisoval si je z Bradleyjem. Potrdil je njegovo odkritje nutacije zvezde Eltanin, γ Zmaja. Prvi je v tabelah za Sonce predstavil vplive nutacije. Leta 1741 je na Pariškem observatoriju začel uporabljati pasažni inštrument, podoben današnjemu. V letu 1748 je obiskal Anglijo, kjer je skupaj z earlom Mortonskim in optikom Shoreom nadaljeval potovanje na Škotsko. Tam je 25. julija opazoval obročasti Sončev mrk.
Svobodomiselnost kralja Ludvika XV., ki ga je Le Monnier zelo cenil, mu je omogočila oskrbo z najboljšimi inštrumenti, mnogimi narejenimi v Britaniji. Pridno je raziskoval Saturnove motnje na Jupiter, z izsledki pa se je ukvarjal in jih potrdil Euler v svoji nagrajeni razpravi leta 1748. Več kot petdeset let je opazoval Luno, opravil več zanimivih raziskav zemeljskega magnetizma in elektrike v ozračju. Na tem področju je odkril pravilno vsakodnevno periodo. Določil je lege mnogim zvezdam. V svojem predavanju na Francoskem kolegiju je prvi javno pojasnil analitično teorijo gravitacije. Njegovo pravočasno pokroviteljstvo je zagotovilo uspešno de Lalandovo delovanje na področju astronomije.
V začetku 18. stoletja so za določanje zemljepisnih dolžin še uporabljali Hevelov postopek Luninih mrkov in Galilejev postopek mrkov Jupitrovih satelitov. Kakor Newton, Tobias Mayer in drugi je Le Monnier odkril, da je velikost refrakcije odvisna od temperature zraka, Halley pa, da tudi od tlaka.
Le Monnierov značaj in njegov prenagljeno govorjenje je povzročilo več prerekanj in zamer. Z de Lalandeom je začel spor. Leta 1791 je ohromel, ponovitev kapi pa mu je vzela življenje.
V zakonu z Mademoiselle de Cussy so se mu rodile tri hčere. Ena od njih, Renée Françoise Adélaïde Lemonnier (1767-1833), se je leta 1792 poročila z de Lagrangeem. Njegov brat Louis Guillaume je bil priznani botanik.
Bil je med 144 izvirnimi člani Francoskega inštituta.

## Izbrana dela
- Histoire céleste (1741),
- Théorie des comètes (1743, prevod z dodatki Halleyjeve Synopsis),
- Institutions astronomiques (1746, izboljšan prevod J. Keillovega učbenika),
- Nouveau zodiaque (1755)
- Observations de la lune, du soleil, et des étoiles fixes (1751 – 1775),
- Astronomie nautique lunaire, où l'on traite de la Latitude & de la Longitude en mer, de la Période ou Saros, des parallaxes de la Lune...suivie d'autres Tables des mouvemens du Soleil & des Étoiles fixes, auxquelles la Lune sera comparée dans les voyages de long cours (1771),
- Essai sur les marées (1774),
- Loix du magnétisme comparées aux expériences dans les différentes parties du Globe terrestre, pour perfectionner la théorie de l’aimant, & indiquer par par-là les coubes magnétiques qu’on cherche à la mer, sur les cartes réduites (1776 – 1778).

## Priznanja

### Poimenovanja
Po njem se imenuje krater Le Monnier na Luni.
1. 1 2 3 4  data.bnf.fr: platforma za odprte podatke — 2011.
2. 1 2 3 4  Annuaire prosopographique : la France savante — 2009.
3. ↑  Nacionalna zbirka normativnih podatkov Češke republike